# Radik Isajev
Radik Isajev, född 26 september 1989, är en azerisk taekwondoutövare. Han vann en guldmedalj i herrarnas +80 kilos-klass vid olympiska sommarspelen 2016 i Rio de Janeiro. Vid världsmästerskapen i taekwondo 2015 tog Isajev guld och i 2013 vann han en bronsmedalj.